# Posmrtná maska

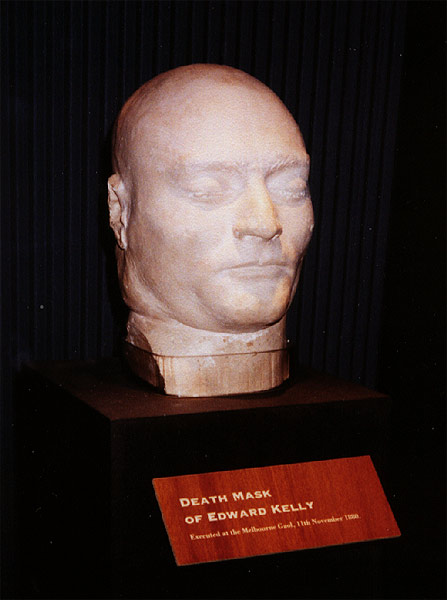
Posmrtná maska bushrangera Neda Kellyho

Posmrtná maska je odlitek ze sádry nebo vosku zhotovený po smrti osoby. Posmrtná maska se používá jako model pro pozdější tvorbu portrétů nebo soch.
Při výrobě formy sádra svou vahou působí na kůži a vznikají na ní drobné deformace, z nichž je možné někdy určit, zda při tvorbě portrétu použil umělec jako zdroj inspirace právě posmrtnou masku.
V 17. století byly busty posmrtných masek používány jako součást státních pohřbů. V průběhu 18. století a 19. století byly používány jako stálý záznam rysů zemřelého. Nahrazovaly tak svojí funkcí fotografii.
Zastánci frenologie a etnografové používali posmrtné masky k vědeckým nebo pseudovědeckým účelům.